# Galaxy 1
O Galaxy 1 (G-1) foi um satélite de comunicação geoestacionário construído pela Hughes, ele era de propriedade da PanAmSat, empresa que foi adquirida em 2005 pela Intelsat. O satélite foi baseado na plataforma HS-376.
O Galaxy 1 foi o primeiro de uma linha de satélites denominado Galaxy, lançados pela Hughes Communications em 1983. Foi o primeiro satélite dedicado exclusivamente para a televisão por assinatura, e levou muitos serviços, como HBO, Cinemax, The Movie Channel, Showtime, Disney Channel, TBS, CNN, entre outros.

## História
Os satélites Galaxy 376 foram construídos nas décadas de 1980 e 1990 pela Hughes Space and Communications Company, incorporando novas tecnologias à medida que se tornaram disponíveis. Originalmente operados pela Hughes Communications, Inc., a frota Galaxy foi transferido para PanAmSat em maio de 1997 quando a PanAmSat e Hughes Communications Galaxy se mesclaram. A nova empresa era a maior operadora de propriedade privada de satélite do mundo.
A PanAmSat que operava o satélite foi comprada pela Intelsat, em agosto de 2005, por um total de 4,3 bilhões de US $ em um acordo que foi concluído em julho de 2006.

## Lançamento
O satélite foi lançado com sucesso ao espaço no dia 28 de junho de 1983, por meio de um veículo Delta-3920/PAM-D a partir da Estação da Força Aérea de Cabo Canaveral, na Flórida, EUA. Ele tinha uma massa de lançamento de 1.200 kg.

## Fim da missão
Após nove anos em serviço o Galaxy 1 foi substituído em 1992, pelo Galaxy 5 com o serviço de televisão por assinatura predominante, quando a maioria dos serviços de TV por satélite mudou para aquele satélite.
Ele foi originalmente programado para a aposentadoria, em 1992, e o seu substituto era o satélite Galaxy 1R, mas a substituição foi perdida durante o lançamento e não seriam substituídos até 1994, quando foi substituído pelo Galaxy 1R2.